# Großgrundbesitzer
Großgrundbesitzer sind Grundeigentümer, die über erheblich größere bebaute oder unbebaute Liegenschaften verfügen als die sonst üblichen Grundstücksflächen. Gegensatz sind in der Landwirtschaft die Kleinbauern oder Landlosen.

## Allgemeines
Großgrundbesitz ist neben der Größe in der Regel auch mit einem bestimmten Maß an Kapitaleinsatz, Beschäftigung von Lohnarbeit und Marktorientiertheit verbunden. Die Größe des Grundbesitzes, die ihn zum Großgrundbesitz macht, war stets umstritten. Die heutigen Ursachen der gewachsenen Grundstücksgröße sind vor allem historisch, sozioökonomisch, klimatisch und durch die Bodengüteklasse bedingt. Historisch bedingt werden Großgrundbesitzer meist mit der Landwirtschaft assoziiert, doch wird heute der Begriff auf alle Grundstückseigentümer mit überdurchschnittlich großen Grundstücksarealen (unbebaute oder bebaute Immobilien) ausgedehnt. Als Großgrundbesitz gelten auch große Plantagen, Farmen, Ranching, Haziendas, Fazendas oder Stations (Australien). Diese landwirtschaftlichen Anwesen besaßen eine Größe, die nicht mehr allein von der Eigentümerfamilie zu bestellen war. Je nach Zeitalter dienten ihr Sklaven, Leibeigene, Pächter, Gesinde oder Landarbeiter. Großgrundbesitzer sind nicht nur Personen, sondern auch andere Wirtschaftssubjekte wie Unternehmen oder Staaten.
Vereinzelt spricht man in Europa mittlerweile von neuem Großgrundbesitz durch internationale Unternehmen und Finanzholdings. In den ehemaligen Ostblockstaaten, in denen die bäuerliche Landwirtschaft nach dem Zweiten Weltkrieg zerschlagen wurde, werden heute in großem Umfang Flächen von ausländischen Investoren aufgekauft. So schrieb die Zeit 2007 von Land Grabbing in Europa.

## Geschichte
Die Gesetzgebung des Philolaos von Korinth im 8. Jahrhundert vor Christus festigte den Großgrundbesitz, so dass sich Aristoteles über die „Ungleichheit der Vermögen“ beklagte. Im römischen Reich baute der Großgrundbesitzer seine Wirtschaft im 3. Jahrhundert v. Chr. auf Sklavenarbeit auf, er vernichtete hierdurch die Kleinbauern. Deren Höfe gingen allmählich wegen Überschuldung, Missernte oder Krankheiten in die Hände der großen Besitzer über, wodurch der vor den punischen Kriegen kaum ins Gewicht fallende Großgrundbesitz eine gewaltige Ausdehnung erfuhr. Es entstanden Latifundien mit einer Größe von über 1000 Joch (500 Hektar). Tiberius Sempronius Gracchus versuchte 133 v. Chr. mit verschiedenen Reformen den Großgrundbesitz einzuschränken. So war vorgesehen, dass niemand mehr als 500 Joch (250 Hektar) Land besitzen sollte, wobei die frei werdende Fläche zu Parzellen von je 30 Joch (15 Hektar) verpachtet werden sollten. Diese Gracchische Reform galt als eine der ersten Landreformen, weitere Ackergesetze zum Schutze der Kleinbauern folgten. Seit dem 1. Jahrhundert nach Christus begannen italische Großgrundbesitzer, Teile ihrer Ländereien an freie Pächter zu vergeben. Sie konnten mithin von Großgrundbesitzern oder von kaiserlichen Staatsdomänen auch kleine Landflächen pachten (lateinisch colonatus).
Da Landwirtschaft in der Antike die primäre Erwerbsquelle darstellte, war auch in Galiläa die soziale Schichtung eng mit Landbesitz verbunden. Großgrundbesitzer und Kleinbauern lebten in Galiläa zur Zeit von Jesus Christus nebeneinander. Großgrundbesitz ist sicher belegbar für die Jesreelebene: In der Kischon-Enge, wo Galiläa an das Stadtterritorium von Ptolemais angrenzt, und bei Bet Sche’arim besaß die Königin Berenike Landgüter.
Der villikationsmäßig organisierte Großgrundbesitz erlangte im 9. und 10. Jahrhundert n. Chr. eine größere Bedeutung; dabei spielte die Ausdehnung der großen Grundherrschaften durch Rodung eine wichtige Rolle. Jürgen Habermas zufolge stützte sich die Lehnsherrschaft im mittelalterlichen Europa „auf privaten Großgrundbesitz, der auf viele Einzelbesitzer aufgeteilt ist, wobei diese zum Lehnsherrn in vielfältigen, zugleich politisch und wirtschaftlich definierten Abhängigkeitsbeziehungen (bis hin zur Leibeigenschaft) standen“. Mit der Entstehung eines auf Lehen und Großgrundbesitz beruhenden Reiterkriegerheeres erfolgte im 12. Jahrhundert die Trennung zwischen Ritter- und Bauernstand. Das Hochmittelalter galt als Hochzeit der Grundherrschaft, sofern sie in festen Formen, aber noch nicht erstarrt, während jener Jahrhunderte die waltende Macht im Wirtschaftsleben darstellte. Als Großgrundbesitzer fungierten der Staat (Staatsdomänen), die Landherren (Kammergüter, Gutsherren) und die Kirche (Kirchengut). Nach Conrad Bornhak gewann der Großgrundbesitz seit dem 13. Jahrhundert durch die Rittergutsbesitzer die Obrigkeit über die bäuerliche Bevölkerung.
Ab 1531 setzte ein massenhafter Sklavenhandel aus Afrika ein. Die Sklaven (englisch slaves, servants) arbeiteten vorwiegend für Großgrundbesitzer, seltener als Hausdiener in wohlhabenden städtischen Haushalten. Aus dieser frühen Beziehung zwischen dem Großgrundbesitzer und den Sklaven entwickelte sich der Paternalismus. Nachdem ab 1619 durch die Niederländer die ersten Sklaven nach Virginia gelangten, begann die Sklaverei in den Vereinigten Staaten. Im Jahre 1636 erreichten die ersten Sklaven über den Atlantik auch Barbados. Ab etwa 1790 sorgte die Mechanisierung der Baumwollproduktion für die Sklavenarbeit auf den großen Baumwollplantagen.
Nachdem im Mai 1727 der Kolonisator Don Francisco de Mello Palheta (1670 – um 1750) die erste Kaffeesamen aus Cayenne nach Belém do Pará schmuggelte, begann in Brasilien der Kaffeeanbau. Seit 1820 nahm die Bedeutung des brasilianischen Kaffee-Exports zu, erst 1831 übertraf er den Zucker-Export. Die Kaffeeproduktion Brasiliens begann in Form einer intensiven Monokultur durch Großgrundbesitzer (portugiesisch grandes proprietários) dort, wo sich ursprünglich die Vegetationsform des atlantischen Regenwalds (portugiesisch mata atlântica) befand. Neben dem Kaffeeanbau bildete sich gleichzeitig eine extensive Viehzucht auf großen Flächen heraus. Die Landbesitzverhältnisse stammten aus der Zeit der Kolonialisierung durch Portugal, das die brasilianischen Ländereien unter wenigen Aristokraten und Militärs hauptsächlich portugiesischen Ursprungs aufteilte. Seit damals hat sich die Situation der Landverteilung kaum verändert: Heutzutage befinden sich 56 % der landwirtschaftlich nutzbaren Fläche Brasiliens in den Händen von nur 3 % der Landbesitzer. In den USA arbeiteten 1860 auf den 74.000 Baumwollplantagen etwa 1,8 Millionen Sklaven, was einem Durchschnitt von 24 Sklaven pro Plantage entsprach. Insgesamt beschäftigten die Zuckerrohr-, Reis- und Tabakplantagen zu jener Zeit knapp 4 Millionen Sklaven.
Der deutsche Begriff des Großgrundbesitzers ist auf den deutschen Landadel der Gründerzeit zurückzuführen, der umfangreiche Ländereien besaß. Gutsherren verfügten über ausgedehntes Landgut. Erbschaften konnten zur Vergrößerung der Landfläche, aber durch Erbteilung auch zur Grundstücksteilung führen. Die Klasse der Großgrundbesitzer sah sich durch ihre Standesinteressen und ihr gemeinsames Lebensinteresse miteinander verbunden. Ihr Reichtum verschaffte ihnen die Möglichkeit, ihren Landbesitz durch Land Grabbing auszudehnen. Die Deutsche Revolution 1848/1849 beseitigte durch die Bauernbefreiung die Leibeigenschaft der Bauern und schränkte die großen Vorrechte der Großgrundbesitzer ein. In den sechs preußischen Ostprovinzen befanden sich vor 1914 noch insgesamt 52 % des Grundvermögens in den Händen von Großgrundbesitzern, von denen wiederum 50 % mehr als 1000 Hektar besaßen. Während in Westdeutschland kleinere Betriebe üblich waren, konzentrierte sich der Grundbesitz östlich der Elbe meist auf wenige (meist adlige) Großgrundbesitzer (Junker) und deren Rittergüter. In Brandenburg zählte um das Jahr 1900 Grundeigentum ab einem Grundsteuerreinertrag von 1500 Mk jährlich zum Großgrundbesitz; abhängig von der Bodenqualität war dazu ein Grundeigentum von 100 bis 200 Hektar Voraussetzung. Die Regelung wurde jedoch nicht starr gehandhabt.
1882 wurde im Deutschen Reich folgende Verteilung der Grundstücksgröße erhoben:
| Gebiet           | Fläche       | <1 ha | 1–10 ha | 10–100 ha | >100 ha |
| ---------------- | ------------ | ----- | ------- | --------- | ------- |
| Deutsches Reich  | 5.276.344 ha | 2,4 % | 25,6 %  | 47,6 %    | 24,4 %  |
| Elsaß-Lothringen | 233.866 ha   | 5,0 % | 51,8 %  | 35,9 %    | 7,3 %   |
| Bayern           | 681.521 ha   | 1,6 % | 35,6 %  | 60,5 %    | 2,3 %   |
| Ostpreußen       | 188.179 ha   | 1,0 % | 9,3 %   | 51,1 %    | 38,6 %  |
| Westpreußen      | 134.026 ha   | 1,3 % | 9,1 %   | 42,5 %    | 47,1 %  |
| Pommern          | 169.275 ha   | 1,3 % | 10,1 %  | 31,2 %    | 57,4 %  |

In Österreich begann 1919 der Großgrundbesitz statistisch bei 200 Hektar, 1933 erfasste ein Jahrbuch eine Flächengröße von über 300 Hektar als Großgrundbesitz.
Die Alliierten stimmten im September 1945 darin überein, in Deutschland eine demokratische Bodenreform in Gang zu bringen, um den Einfluss der Junker und Großgrundbesitzer auf den Staat für immer auszuschalten. Die Bodenreform in der DDR vom September 1945 zielte unter dem Slogan „Junkerland in Bauernhand“ auf eine Enteignung der Großgrundbesitzer mit mehr als 100 Hektar Landfläche ab. In der britischen Zone schrieb ein Gesetz vom Mai 1949 vor, dass Großgrundbesitzer nur 100 Hektar behalten durften und für den Rest eine Entschädigung erhielten.
Während 1991 in Deutschland fast 124.000 Hektar von kleinen Bauernhöfen bewirtschaftet wurden, sank die bewirtschaftete Fläche der Kleinbetriebe im Jahr 2007 auf nur noch 20.000 Hektar. Stand 2020 sind allerdings rund 60 % aller bewirtschafteten Flächen gepachtet mit regionalen Unterschieden. Auf dem Gebiet der ehemaligen DDR beträgt dieser Anteil über zwei Drittel.

## Betriebswirtschaftliche Aspekte
Der Großgrundbesitz in der Landwirtschaft weist wie Großunternehmen Besonderheiten der Organisation, Kostensenkungen durch das Gesetz der Massenproduktion und Skaleneffekte auf. Organisatorisch kann Großgrundbesitz durch Mängel umfassender Kontrolle oder schwerfällige Anpassung gekennzeichnet sein. Der Betriebsgrößeneffekt erklärt sich vor allem dadurch, dass (landwirtschaftliche) Großbetriebe potenziell insgesamt kostengünstiger zu produzieren in der Lage sind als kleine und mittlere Unternehmen. Nach dem Gesetz der Massenproduktion wird der Fixkostenanteil bei zunehmender Kapazitätsauslastung pro Stück kleiner, es entstehen Größenvorteile. Wird durch die Erhöhung der Kapazität eine Kostensenkung erreicht, spricht man von Economies of Scale (statische Skaleneffekte). Die Massendegression führt durch zunehmende Kapazitätsauslastung zu einer Senkung der fixen Stückkosten, weil die Fixkosten auf eine größere Produktionsmenge verteilt werden können (Fixkostendegression). Hohe Fixkosten erfordern daher eine Produktion in großen Mengen, die in Großbetrieben eher wahrscheinlich ist. Die Größendegression der Kosten (Skaleneffekte) drückt sich nicht nur in der Fixkostendegression, sondern auch im Betriebsgrößeneffekt aus. Großgrundbesitz zieht oft größere Marktanteile und mehr Marktmacht auf sich, er kann mit Reichtum und Macht verbunden sein. Dadurch ist der Großgrundbesitzer wirtschaftlich in der Lage, sein Grundeigentum zu vergrößern. Diese Landkonzentration verbessert die Größenvorteile des Großgrundbesitzes.

## International
Die Fläche des Großgrundbesitzes hängt mit der Staatsgröße zusammen. In den Flächenstaaten mit großen Agrargebieten außerhalb Europas (etwa Kanada, USA, Brasilien, Kolumbien, Argentinien, Australien) beginnt Großgrundbesitz in der Regel erst bei 1000 Hektar, in Europa bereits ab 100 Hektar. Betriebe, die in Europa daher als Großgrundbesitz angesehen werden, gelten in Übersee als normal. In Kleinstaaten (Luxemburg, Schweiz) spielt Großgrundbesitz dagegen oft keine Rolle. Das Fehlen des Großgrundbesitzes in der Schweiz und in sonstigen Gebirgsländern wird damit zu erklären versucht, dass das gebirgige Terrain die Bildung des landwirtschaftlichen Großbetriebes erschwere, was dann auch die Bildung des Großgrundbesitzes verhindere.
Als weltweit größter Großgrundbesitzer gilt die Consolidated Pastoral Company, die nach eigenen Angaben über 55.000 km² Agrarfläche in Australien verfügt. Als bedeutendster Großgrundbesitzer Australiens gilt der verstorbene Sidney Kidman und dessen Nachfahren, dem unter anderem die Anna Creek Station gehört, die mit 23.677 km² die größte Rinderranch der Welt ist. Der Medienmogul John Malone gilt als größter Landbesitzer in den USA mit einer Landfläche von 9.300 km², überwiegend Waldfläche in Maine und New Hampshire. In Brasilien wird die Agrargesellschaft El Tejar mit Agrarprodukten wie Sojabohnen, Mais und Baumwolle auf einer Fläche von 9.000 km² als größter Grundbesitzer angesehen.
Staaten selbst weisen in ihrem Staatsvermögen große Landflächen (etwa Staatswald) auf und gehören deshalb auch zu den Großgrundbesitzern.